# Ao Nang
Ao Nang (อ่าวนาง) is een plaats in Thailand gelegen in de provincie Krabi dicht bij de stad Krabi.
Ao Nang ligt aan een baai (ao = baai in het Thai) en heeft een lang zandstrand dat sinds de jaren 90 van de 20e eeuw steeds populairder wordt bij toeristen. Er liggen dan ook vele hotels en restaurants. Vanaf Ao Nang gaan er ook boten naar andere stranden en resorts in de omgeving die niet over land bereikt kunnen worden of die op eilanden liggen. Ook de Phi Phi-eilanden zijn per boot bereikbaar vanaf Ao Nang.
De plaats werd ook getroffen door de zeebeving bij Sumatra, maar door de golfbrekers voor het strand werden delen van de baai beschermd.

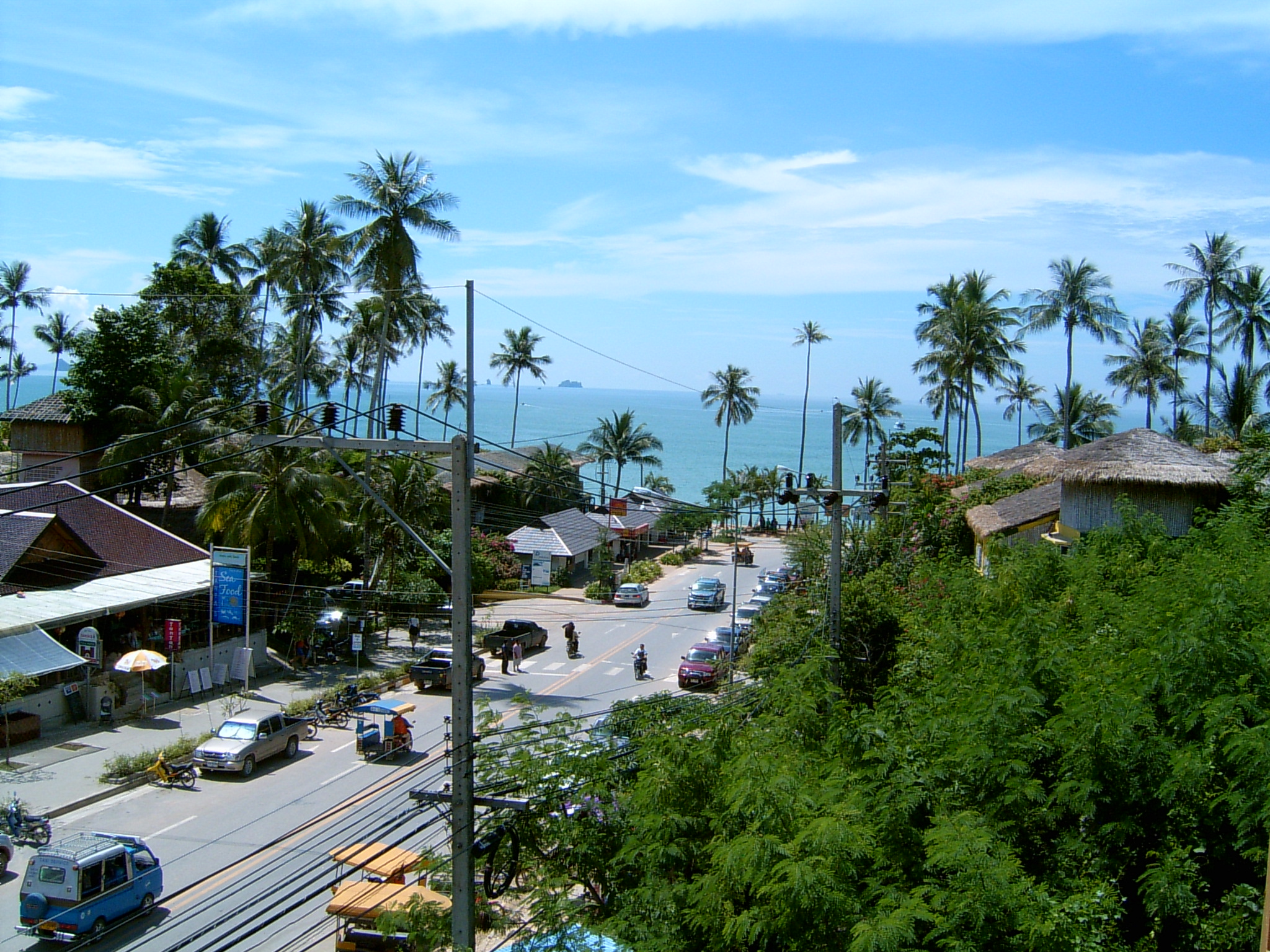
Ao Nang in Thailand